# Catachlorops circumfusus
Catachlorops circumfusus är en tvåvingeart som först beskrevs av Christian Rudolph Wilhelm Wiedemann 1830.  Catachlorops circumfusus ingår i släktet Catachlorops och familjen bromsar. Inga underarter finns listade i Catalogue of Life.